# Vico (Edolo)
Vico è una frazione del comune di Edolo, in alta Val Camonica, in provincia di Brescia.

## Architetture religiose
Le chiese di Vico sono:
- Parrocchiale di San Fedele Martire, ultimata nel 1765, con entrata ad oriente. Gli affreschi sono del Corbellini, l'ancona è attribuita a Domenico Ramus.

## Società
Gli scütüm sono nei dialetti camuni dei soprannomi o nomiglioli, a volte personali, altre indicanti tratti caratteristici di una comunità. Quello che contraddistingue gli abitanti di Vico è  Gatì o Fròtoi.
Vico ha ospitato molti partigiani durante la seconda guerra mondiale.